# دنیاگیری کووید-۱۹ در ترکمنستان
دولت کشور ترکمنستان در جریان دنیاگیری کووید ۱۹ در جهان هیچ آماری مبنی بر ابتلا و مرگ مردم این کشور بر اثر بیماری کروناویروس ۲۰۱۹ منتشر نکرده است.
با توجه به تمامیت‌خواهی قربان‌قلی بردی‌محمدف رییس جمهور ترکمنستان و نبود رسانه‌های مستقل و نبود دسترسی به آمار و اطلاعات قابل اعتماد تایید عدم شیوع این بیماری در ترکمنستان دشوار است.